# Vor Frelsers Sogn (Esbjerg Kommune)
Vor Frelsers Sogn (dt.: Unser Heiland) ist eine Kirchspielsgemeinde (dän.: Sogn) im Zentrum von Esbjerg im südlichen Dänemark. Bis 1970 gehörte sie zur Harde Skast Herred im damaligen Ribe Amt, danach zur Esbjerg Kommune im erweiterten Ribe Amt, die im Zuge der  Kommunalreform zum 1. Januar 2007 in der „neuen“  Esbjerg Kommune in der Region Syddanmark aufgegangen ist.

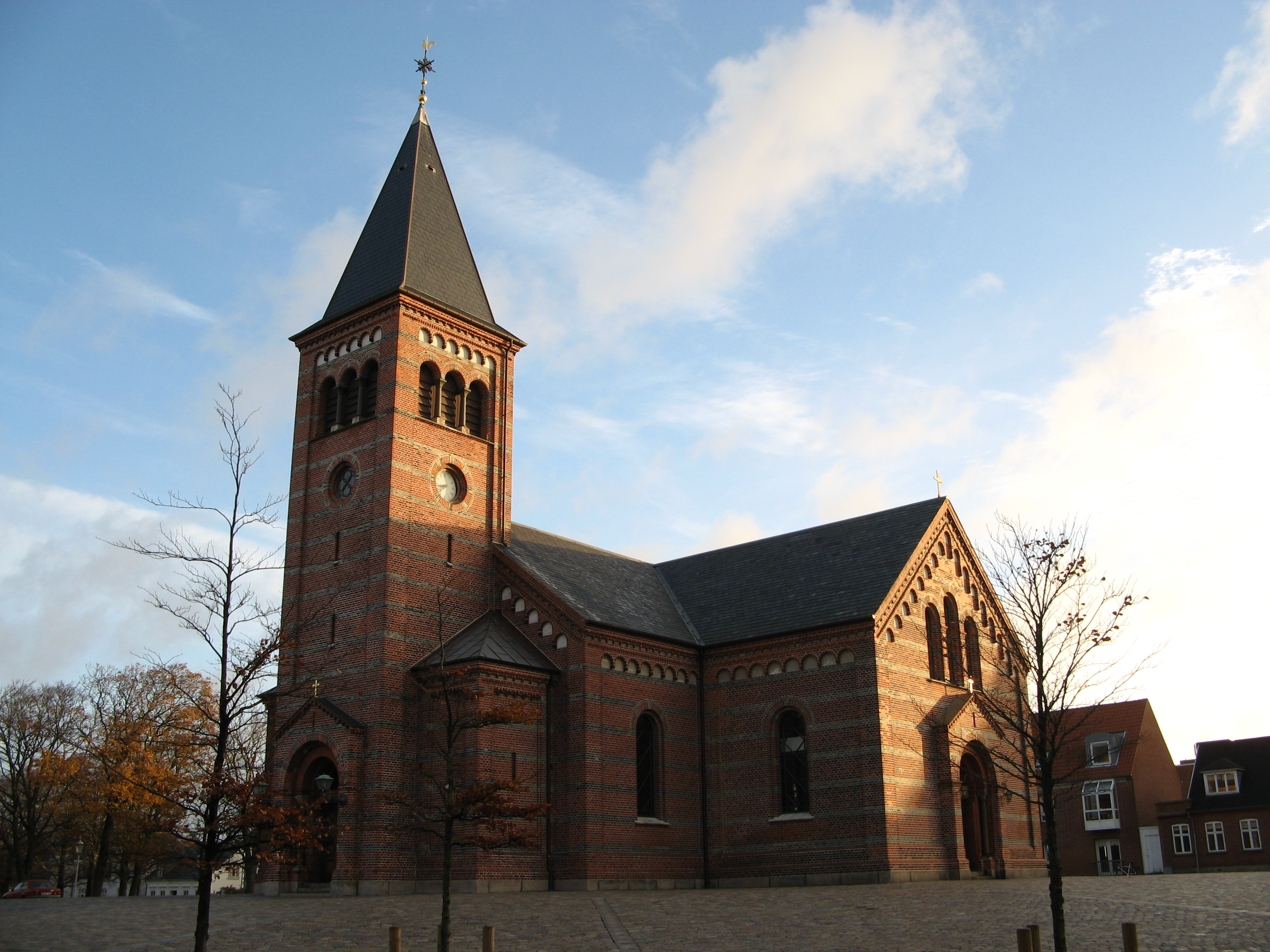
Vor Frelsers Kirke

Von den 71.921 Einwohnern von Esbjerg leben 6102 im Kirchspiel (Stand:1. Januar 2023). Im Kirchspiel liegt die Kirche „Vor Frelsers kirke“, die am 18. Dezember 1887 eingeweiht wurde. Die Gemeinde entstand im März 1891 durch Abspaltung vom Kirchspiel Jerne.
Nachbargemeinden sind im Nordosten Jerne, im Osten Grundtvigs, im Süden und Südwesten Zions sowie Treenigheds (dt.: Dreieinigkeit) im Norden und Nordwesten.